# طيري طيري يا عصفورة
«طيري طيري يا عصفورة» هي أغنية أطفال عربية شهيرة للمطربة اللبنانية نادين ظريفه وقد غنتها ماجدة الرومي، غنتها عام 1987. الأغنية هي من تلحين الملحن اللبناني إحسان المنذر، والكلمات من تأليف الشاعر اللبناني جوزف أبي ضاهر.

## تأديتها في مهرجان زكينو دورو
في عام 1986 أدت الطفلة اللبنانية نادين ظريفة (تعرف حاليا باسم نادينا) الأغنية في مهرجان زكينو دورو (Zecchino d'Oro) السنوي الإيطالي. يقول كاتب كلمات الأغنية الشاعر جوزف أبي ضاهر في مقابلة مع مجلة «الجيش»، أن نادين كانت قد قدمت للجنة المهرجان أغنية كتبها خصيصًا للمناسبة الفنان زكي ناصيف، ولكن اللجنة طلبت أغنية معروفة بين أطفال لبنان وليست أغنية خاصة، فاختارت نادين أغنية «العصفورة» ووافقت اللجنة. بعد ذلك ذهبت نادين مع والدتها إلى شاعر إيطالي اسمه ساندرو تومينيلي (Sandro Tuminelli) لترجمة بعض مقاطع الأغنية إلى الإيطالية حتى تتمكن من تأديتها في المهرجان باللغتين العربية والإيطالية. وقد أدت نادين الأغنية على مسرح المهرجان بمصاحبة فرقة من 35 طفلا وفازت الأغنية التي عنونت بـ"Vola, palombella" بالميدالية الذهبية لأفضل كلمات أغنية أطفال.

## إعادة إحياء الأغنية
أرادت نادينا إعادة إحياء الأغنية فغنتها باللغتين العربية والإيطالية بعنوان "Vola Palombella" بإيقاع جديد وتعاقدت مع مخرج إيطالي-كندي اسمه سيلفيو بوليو (Silvio Pollio) لتصوير فيديو كليب لها عام 2007 شاهده أكثر من 130 ألف مشاهد على موقع يوتيوب.

## وصلات خارجية
- فيديو الأغنية الأصلية بواسطة ماجدة الرومي على يوتيوبعلى يوتيوب
- فيديو الأغنية بواسطة نادين ظريفة/نادينا في مهرجان زكينو دورو عام 1986 على يوتيوبعلى يوتيوب
- الفيديو كليب الجديد للأغنية للفنانة نادينا على يوتيوبعلى يوتيوب